# Popigaj
A Popigaj (oroszul: Попигай) folyó Oroszország ázsiai részén, Észak-Szibériában, a Hatanga jobb oldali mellékfolyója.

## Földrajz
Hossza: 532 km, vízgyűjtő területe: 50 300 km², évi közepes vízhozama: 300 m³/s.
Az Anabar-fennsík északi részén ered, vízgyűjtő területe a Közép-szibériai-fennsík északi részén van. Alsó folyásán az Észak-szibériai-alföldön kanyarogva északnyugat felé folyik, így éri el a Hatangát, és annak hosszú tölcsértorkolatába ömlik. Szeptember végétől júniusig jég alatt van.
Nagyobb bal oldali mellékfolyója a Rasszoha (89 km) és a Fomics (101 km).